# 스페인의 작명
스페인의 이름 짓는 관습은 포르투갈과 마찬가지로 아버지 성과 어머니 성을 같이 사용한다. 첫째 성은 아버지의 첫째 성을 둘째 성은 어머니의 첫째 성을 쓴다.
규칙:
ex)이름이 Antonio이고, 가운데 이름이 Serrano이고, 아버지의 첫째 성씨가 Rodriguez이고, 어머니의 첫째 성씨가 Perez이면,
Antonio Serrano Rodriguez Perez
라고 쓴다.
자녀의 경우, 이름이 José이고, 아버지의 성명이 Eduardo Fernández Garrido, 어머니의 성명이 María Dolores Martínez Ruiz이면, 아버지의 첫째 성과 어머니의 첫째 성을 따라, José Fernández Martínez가 된다.
단, 필리핀의 경우는 어머니 성을 먼저 사용한다(Ferdinand Edralin Marcos와 같은 식으로). 하지만 과거에는 위와 같은 대로 표기했고, 지금도 이러한 법으로 표기할 경우가 있다(일례로 Ramón Magsaysay는 Ramón del Fierro Magsaysay라고도 할 수 있고, Ramón Magsaysay y del Fierro라고도 할 수 있음).

## 같이 보기
- 인명
- 이름
- 귀족소사